# 葉明邨墓
葉明邨墓，是位於臺灣嘉義市東區的一處塚墓。其墓後於民國96年（2007年）1月29日公告為市定古蹟。

## 沿革
根據水牛厝的葉家祖譜記載，葉明邨墓實為太保市北新里、南新里之水虞厝（水牛厝）葉氏家族的祖墓，葉家來自泉州府同安縣，在明鄭時期已渡海來臺，在太保一帶逐漸發展成聚落，其中葉明邨本名為葉英弼，出生於1680年（明永曆34年），卒於1755年（清乾隆20年）。
葉明邨逝世後，因其子功名受封「歲貢生授州司馬」，而受贈「六品儒林郎」，故葉明邨的妻子李氏有六品命婦「安人」之尊稱。李安人卒於1761年（清乾隆26年），故其墓誌銘上逕稱葉明邨為「贈公」並直書墓碑之諡號。目前葉明邨墓保存於都會森林公園內，由葉祖厝管理委員會負責維護。古蹟周遭設有解說牌示。

## 格局
葉明邨墓的形式簡樸，其座向坐東北面西南向，具明末清初形制，為嘉義地區少數迄今仍留存的塚墓。兩側有護龍，前有明堂，不遠處有案山，其墓含有墓埕、曲手、券臺、墓碑與墓龜等構造，墓碑材質為安山岩，碑心與墓碑切齊並陰刻有「眀邨葉公之墓」六字，墓前尚存花崗石石筆一對。

## 相關
- 慧明牛將軍廟
- 林母郭孺人暨二子壽域墓

## 外部連結
- 葉明邨墓 - 文化部文化資產局 （页面存档备份，存于）
- 葉明邨墓 - 文化部iCulture （页面存档备份，存于）